# President (Pflaume)

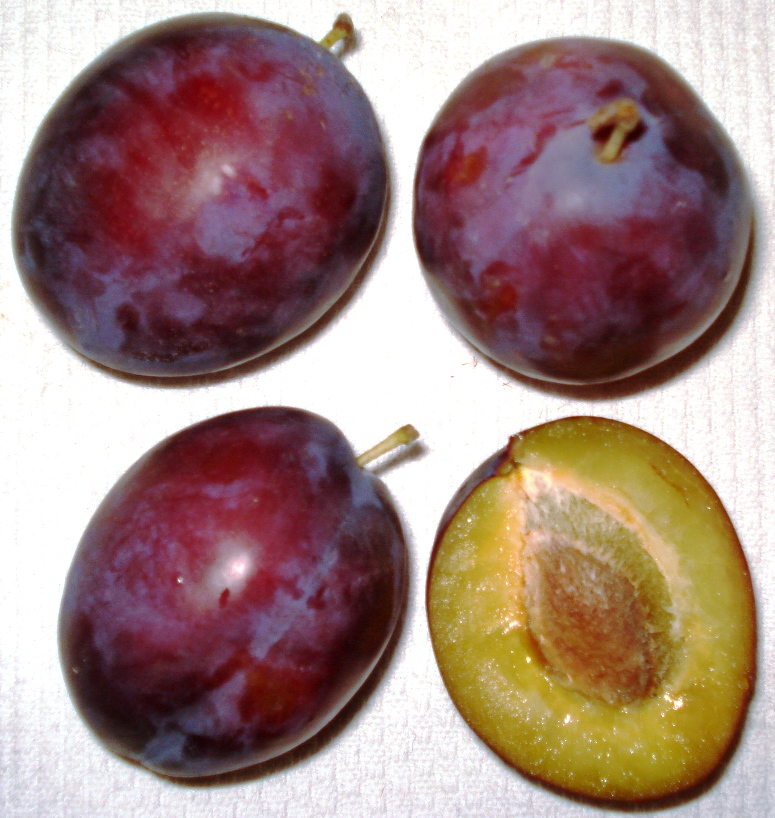
Pflaumen der Sorte „President“

President ist eine alte Pflaumensorte die im Jahr 1894 in Sawbridgeworth (in der Grafschaft Hertfordshire in Großbritannien) gezüchtet und ab 1901 angebaut wurde. Seit den 1970er Jahren wird die Sorte auch in Deutschland angebaut.

## Weitere Einzelheiten
Die großen Früchte reifen spät von Mitte September bis Mitte Oktober, sind eiförmig bis länglich, bei Reife rötlich bis dunkelviolett und bereift. Das Fruchtfleisch ist gelb, saftig und gut kernlösend. Zudem ist die Pflaumensorte gegen die Scharka-Krankheit resistent.
Der Baum benötigt einen Befruchter, z. B. die Sorte Čačaks Schöne oder Stanley.
Der Baum wächst sehr stark und erfordert Schnittmaßnahmen, weil das Holz zur Brüchigkeit und der Baum zur Verkahlung neigt.
Aus der President wurde die Sorte „Empress“ mit höherer Fruchtgüte gezüchtet. Weitere Züchtungen mit President als Muttersorte sind Hanita (mit Auerbacher), Presenta (mit Ortenauer) von Walter Hartmann, sowie Tophit Plus und Topgigant Plus (beide mit Čačaks Beste) von Helmut Jacob.